# Геройское сельское поселение
Геройское се́льское поселе́ние (укр. Геройське сільське поселення, крымскотат. Геройское кой юрту, Ашагъы Джамин кой юрту) — муниципальное образование в составе Сакского района Республики Крым России.

## География
Поселение расположено на востоке района, в степном Крыму, в верховьях балки Геройская (приток маловодной речки Михайловская). Граничит на востоке и севере с Крымским, на западе с Ореховским и на северо-западе — с Митяевским сельскими поселениями.
Площадь поселения 45,78 км².
Основная транспортная магистраль: автодорога 35Н-491 от шоссе Симферополь — Евпатория (по украинской классификации С-0-11244).

## Население
| 2001  | 2014  | 2015  | 2016  | 2017  | 2018  | 2019  |
| ----- | ----- | ----- | ----- | ----- | ----- | ----- |
| 2279  | ↗2308 | ↗2313 | ↘2302 | ↘2297 | ↗2313 | ↗2331 |
| 2020  | 2021  |       |       |       |       |       |
| ↘2321 | ↗2903 |       |       |       |       |       |

## Состав сельского поселения
В состав поселения входят 2 населённых пункта:
| № | Населённый пункт | Тип населённого пункта | Население на 2014 год |
| - | ---------------- | ---------------------- | --------------------- |
| 1 | Геройское        | село, центр            | ↗1740                 |
| 2 | Яркое            | село                   | ↘568                  |

## История
В 1977 году был образован Геройский сельский совет (в период с 1 января по 1 июня 1977 года). С 12 февраля 1991 года сельсовет в восстановленной Крымской АССР, 26 февраля 1992 года переименованной в Автономную Республику Крым. С 21 марта 2014 года в составе Крыма аннексировано Россией. Законом «Об установлении границ муниципальных образований и статусе муниципальных образований в Республике Крым» от 4 июня 2014 года территория административной единицы была объявлена муниципальным образованием со статусом сельского поселения.